# American Journal of Clinical Dermatology
American Journal of Clinical Dermatology (Am J Clin Dermatol) es una revista médica bimestral revisada por pares publicada por Springer Nature . El American Journal of Clinical Dermatology promueve la terapia basada en la evidencia y el manejo eficaz del paciente dentro de la disciplina de la dermatología mediante la publicación de artículos de revisión críticos y completos y artículos de investigación originales con enfoque clínico que cubren todos los aspectos del manejo de las afecciones dermatológicas. La editora en jefe es Kathy Fraser.
La revista está incluida en Index Medicus ( MEDLINE ) y EMBASE.
Según Journal Citation Reports, la revista tiene un factor de impacto de 7.403 en 2020.

## Métricas de revista
2022
- Web of Science Group :7.403
- Índice h de Google Scholar: 107 (2025)
- Scopus: 6.132